# Денніс Френсіс
Денніс Френсіс (англ. Dennis Francis, нар. 27 листопада 1956) — дипломат з Тринідад і Тобаго, який з 2021 року є постійним представником своєї країни при ООН у Нью-Йорку. 1 червня 2023 року його було обрано головою Генеральної Асамблеї ООН на її сімдесят восьмій сесії, розпочавши свій термін 5 вересня 2023 року. Його термін перебування на цій посаді завершився 10 вересня 2024 року.

## Освіта
Френсіс вивчав географію в Університеті Вест-Індії в Мона на Ямайці, та міжнародні відносини в Школі передових міжнародних досліджень ім. Пола Нітце при Університеті Джонса Гопкінса в Сполучених Штатах.

## Кар'єра
Френсіс працював у консульстві Тринідаду і Тобаго в Торонто, Канада, з 1988 по 1996 рік, включаючи посаду заступника генерального консула, а потім став заступником директора з міжнародних економічних і торговельних відносин у Міністерстві закордонних справ Тринідаду і Тобаго в 1996 році й директором Європейського відділу Міністерства в 1997 році. У 1999 році його було призначено послом у Кубі, Домініканській Республіці та Гаїті, а також Верховним комісаром у Ямайці, а наступного року він розпочав чотирирічний термін на посаді представника своєї країни в Міжнародному органі з морського дна. З 2004 по 2006 рік він був послом у Домініканській Республіці, перш ніж бути призначеним постійним представником Тринідаду і Тобаго при Відділенні ООН у Женеві. Між 2006 і 2011 роками він також представляв свою країну в інших міжнародних організаціях у Женеві та Відні, і був нерезидентним послом у Австрії та Італії. З 2012 до свого виходу на пенсію у 2016 році він очолював Директорат багатосторонніх відносин у Міністерстві закордонних справ Тринідаду і Тобаго.
У 2021 році Френсіс вийшов з пенсії й був призначений постійним представником Тринідаду і Тобаго при ООН у Нью-Йорку. 1 червня 2023 року його було обрано головою Генеральної Асамблеї ООН на сімдесят восьмій сесії, змінивши на цій посаді Чабу Кереші з Угорщини 5 вересня 2023 року.

## Сім'я
Френсіс одружений з Джой Томас-Френсіс, у них троє синів і троє онуків.

## Візит Денніса Френсіса в Україну
У липні 2024 року Голова Генеральної Асамблеї ООН Денніс Френсіс відвідав Україну з робочим візитом. Це перший візит голови Генасамблеї ООН в Україну за майже 30 років. Протягом свого перебування в Україні, Френсіс зустрівся з ключовими державними діячами та відвідав кілька постраждалих від російської агресії населених пунктів.

### Зустрічі з українськими посадовцями
1 липня 2024 року Денніс Френсіс провів зустріч із Головою Верховної Ради України Русланом Стефанчуком. Під час зустрічі обговорювались питання подальшої співпраці між Україною та ООН, а також шляхи підтримки України в умовах війни. Стефанчук подякував Френсісу за послідовну підтримку України з боку ООН і наголосив на важливості міжнародної солідарності у протистоянні агресору.
3 липня 2024 року Денніс Френсіс зустрівся з Президентом України Володимиром Зеленським. Під час зустрічі було обговорено широке коло питань, включаючи безпекову ситуацію в Україні, гуманітарну допомогу та роль ООН у відновленні постраждалих територій. Зеленський підкреслив важливість підтримки з боку ООН та міжнародного співтовариства в цілому для протистояння агресії та відновлення миру в Україні.

### Відвідування Бучі та Бородянки
2 липня 2024 року Френсіс відвідав Бучу та Бородянку на Київщині. Під час цього візиту він ознайомився з наслідками російської окупації та зустрівся з місцевими жителями, які пережили окупацію. Френсіс висловив глибоке співчуття жертвам агресії та підкреслив важливість міжнародної підтримки для відновлення постраждалих регіонів.

### Значення візиту
Візит Денніса Френсіса в Україну є знаковою подією, що демонструє підтримку міжнародної спільноти в умовах агресії проти України. Цей візит підкреслює важливість дотримання міжнародного права та солідарності у боротьбі за мир і безпеку у світі.